# Elizabeth Mandlik
Elizabeth Hana Mandlik (nascida em 19 de maio de 2001) é uma tenista profissional americana. 
Mandlik tem uma classificação alta na carreira pela Women's Tennis Association (WTA) do mundo nº 97 em simples e nº 187 do mundo em duplas, alcançado em 19 de junho de 2023 e 7 de novembro de 2022, respectivamente. Ela ganhou sete títulos de simples e três títulos de duplas no Circuito Feminino da ITF.

## Carreira

### 2019: Estreia no WTA Tour
Mandlik fez sua estreia na chave principal do WTA Tour no Luxembourg Open de 2019 no torneio de duplas, em parceria com  Katie Volynets, porém perderam na primeira rodada.

### 2022: Primeira vitória no WTA Tour, estreia no top 125
Classificada como nº 240, Mandlik se classificou para a chave principal e conquistou sua primeira vitória em um torneio WTA no Silicon Valley Classic, derrotando Alison Riske-Amritraj em dois sets. Na segunda rodada, ela levou a número 4 do mundo e segunda cabeça de chave, Paula Badosa, a três sets, perdendo no "tiebreak" do set final. Como resultado, ela subiu 60 posições entre as 200 primeiras, ficando em 181º lugar no ranking mundial e terminando o ano na 119ª posição.
Mandlik venceu o "US Open Wildcard Challenge" para entrar no torneio individual feminino, onde fez sua estreia na chave principal, 33 anos depois que sua mãe jogou pela última vez no US Open. Mandlíková se tornou a primeira campeã individual feminina do US Open na "Era Aberta" a ter uma filha que também jogou o US Open. Mandlik chegou à segunda rodada do US Open, derrotando Tamara Zidanšek em três sets, na primeira rodada, e perdendo para a eventual finalista Ons Jabeur, em dois sets, na segunda.

### 2023: Aberto da Austrália e estreia no Top 100
Mandlik fez sua estreia no Australian Open como uma "lucky loser" vinda da qualificatória, mas perdeu na primeira rodade em três sets para Irina-Camelia Begu.
No Nottingham Open, Mandlik se classificou para a chave principal e derrotou  Viktoriya Tomova no "tiebreak" do terceiro set para sua primeira vitória em quadra de grama em nível de turnê. Na sequência, ela derrotou Camila Giorgi também em três sets. Como resultado, ela ultrapassou a barreira das top 100 no ranking de simples na 97ª posição. Nas quartas de final ela perdeu para Alizé Cornet também em jogo de três sets. Na sequência, em Wimbledon, ela não passou pela qualificatória.
De volta às quadras duras Mandlik teve os seguintes destaques: chegou às quartas de final no Kinoshita Open que perdeu para Zhu Lin em sets diretos; chegou à semifinal do Abierto Tampico que perdeu para a eventual vice-campeã Anna Kalinskaya em sets diretos.
De volta às quadras de saibro, Mandlik recebeu um "wild card" para o torneio de US$ 100k da ITF/USTA em Charleston no qual chegou às quartas de final que perdeu para Hailey Baptiste [en] em jogo de três sets.
Em novembro, na Copa LP Chile, Mandlik chegou à semifinal, que perdeu para Diane Parry em sets diretos.

## Vida pessoal
Mandlik é filha da multicampeã de Grand Slams de tênis Hana Mandlíková e neta do corredor olímpico Vilém Mandlík [en].